# 子安貴之
子安 貴之（こやす たかゆき、1991年12月18日 - ）は、大阪府大阪市出身のハンドボール選手。日本ハンドボールリーグの湧永製薬所属。

## 経歴
此花学院高等学校時代は2007年に日本代表U-16に選出。2009年は第17回日・韓・中ジュニア交流競技会の日本代表に選出された。
高校卒業後は大阪体育大学へ進学。2013年に西日本学生選手権大会で特別賞を受賞し、同年の全日本学生ハンドボール選手権大会（インカレ）では優秀選手賞を受賞した。
2014年1月に日本ハンドボールリーグの湧永製薬へ加入。8月には第22回世界学生選手権の日本代表に選ばれた。
2015年は第28回ユニバーシアード競技大会の日本代表に選出された。
2018年にスイスのレイカーズ・シュテファへ移籍。
2019年6月に古巣の湧永製薬へ復帰。

## 詳細情報

### 年度別成績
| 年       | チーム   | 試合 | フィールド 得点 | 率   | 7m  | 合計    | 警告 | 退場 | 失格 |
| -------- | -------- | ---- | --------------- | ---- | --- | ------- | ---- | ---- | ---- |
| 2013-14  | 湧永製薬 | 0    | -               | -    | -   | -       | -    | -    | -    |
| 2014-15  | 湧永製薬 | 16   | 46/72           | .639 | 0/0 | 46/72   | 2    | 4    | 0    |
| 2015-16  | 湧永製薬 | 8    | 27/37           | .730 | 0/0 | 27/37   | 3    | 0    | 0    |
| 2016-17  | 湧永製薬 | 0    | -               | -    | -   | -       | -    | -    | -    |
| 2017-18  | 湧永製薬 | 24   | 65/107          | .607 | 1/1 | 66/108  | 0    | 3    | 0    |
| JHL：5年 | JHL：5年 | 48   | 138/216         | .639 | 1/1 | 139/217 | 5    | 7    | 0    |

- 各年度の太字はリーグ最高

### 記録

#### 日本ハンドボールリーグ
- フィールドゴール初得点：2014年11月1日、対琉球コラソン戦（中区スポーツセンター）[10]
- 7mスロー初得点：2018年2月12日、対琉球コラソン戦（沖縄県立武道館アリーナ棟）[11]

### 背番号
- 17 (2014年 - )

## 代表歴

### 日本代表U-24
- 世界学生選手権 (2014年)
- ユニバーシアード競技大会 (2015年)

### 日本代表U-16
- 日韓スポーツ交流 (2007年)